# Smithia elliotii
Smithia elliotii är en ärtväxtart som beskrevs av Baker f.. Smithia elliotii ingår i släktet Smithia och familjen ärtväxter. Utöver nominatformen finns också underarten S. e. elliotii.